# 中小屋駅
中小屋駅（なかごやえき）は、北海道石狩郡当別町字中小屋にあった北海道旅客鉄道（JR北海道）札沼線（学園都市線）の駅（廃駅）である。事務管理コードは▲130208。

## 歴史

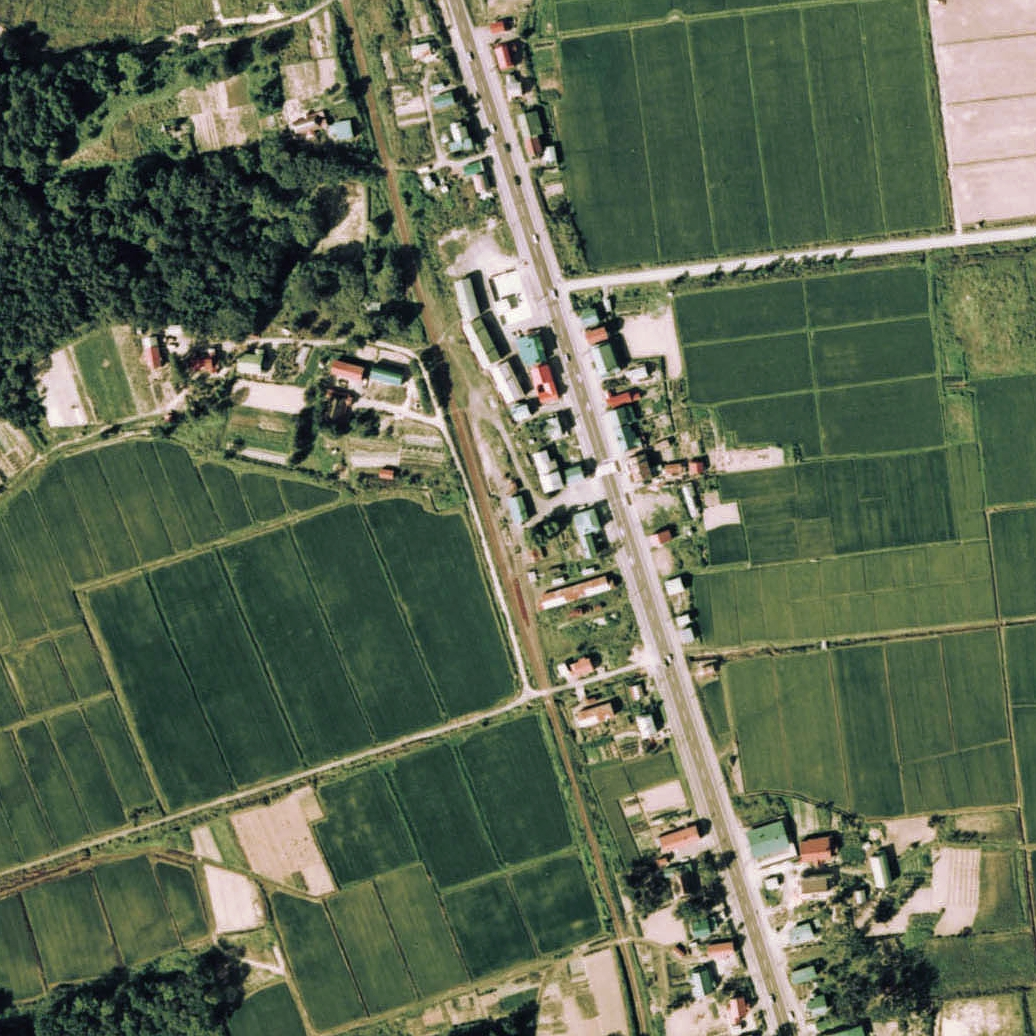
1976年の中小屋駅と周囲約500m範囲。下が札幌方面。島状で駅裏側使用の単式ホーム1面1線、駅舎横札幌側に引込み線が引かれているが、札比内駅等と同様に元はホームと駅舎間に敷かれた貨物積卸線であった。撤去したレールが、近くにまだ残されている。

- 1935年（昭和10年）10月3日：国有鉄道札沼線石狩当別駅（現・当別駅） - 浦臼駅間の開通[報道 2]に伴い、同線の駅として開業[2]。一般駅[3]。
- 1944年（昭和19年）7月21日：第二次世界大戦の激化に伴い、札沼線の石狩当別駅（現・当別駅） - 石狩月形駅間が不要不急線に指定されたため、当駅も営業休止となる[4]。
- 1946年（昭和21年）12月10日：札沼線 石狩当別駅 - 浦臼駅間の営業再開に伴い、営業再開[5]。
- 1949年（昭和24年）6月1日：日本国有鉄道法施行に伴い、日本国有鉄道（国鉄）に継承。
- 1972年（昭和47年）4月15日：貨物取扱い廃止[3]。
- 1979年（昭和54年）2月1日：荷物取扱い廃止[3]。同時に駅員無配置駅となり[6]、簡易委託化。
- 1987年（昭和62年）4月1日：国鉄分割民営化に伴い、北海道旅客鉄道（JR北海道）に継承[3]。
- 1991年（平成3年）3月16日：札沼線に「学園都市線」の愛称を設定[報道 2][報道 3][7]。
- 1996年（平成8年）3月16日：札沼線（学園都市線）のうち、当駅を含む石狩当別駅 - 新十津川駅間でワンマン運転開始[7]。
- 2000年（平成12年）：札沼線（学園都市線）のうち、当駅を含む桑園駅 - 石狩月形駅間に自動進路制御装置 (PRC) を導入[8]。
- 2020年（令和2年）
  - 4月17日：新型コロナウイルス感染症（COVID-19）に関する緊急事態宣言により、4月18日から5月6日まで全列車運休措置。実質的な最終営業日となる[報道 4]。
  - 5月7日：北海道医療大学駅 - 新十津川駅間の廃止と共に廃駅となる[報道 1][新聞 1][新聞 2][新聞 3]。

### 駅名の由来
地名より。

## 駅構造
単式ホーム1面1線を有していた地上駅。石狩当別駅が管理していた無人駅。ヨ3500形のヨ4659改造の駅舎だった。かつては木造駅舎があったが撤去された。
2020年5月7日の北海道医療大学駅 - 新十津川駅間の廃止にあたって、同日未明にホームに設置されていた駅名標が撤去された。

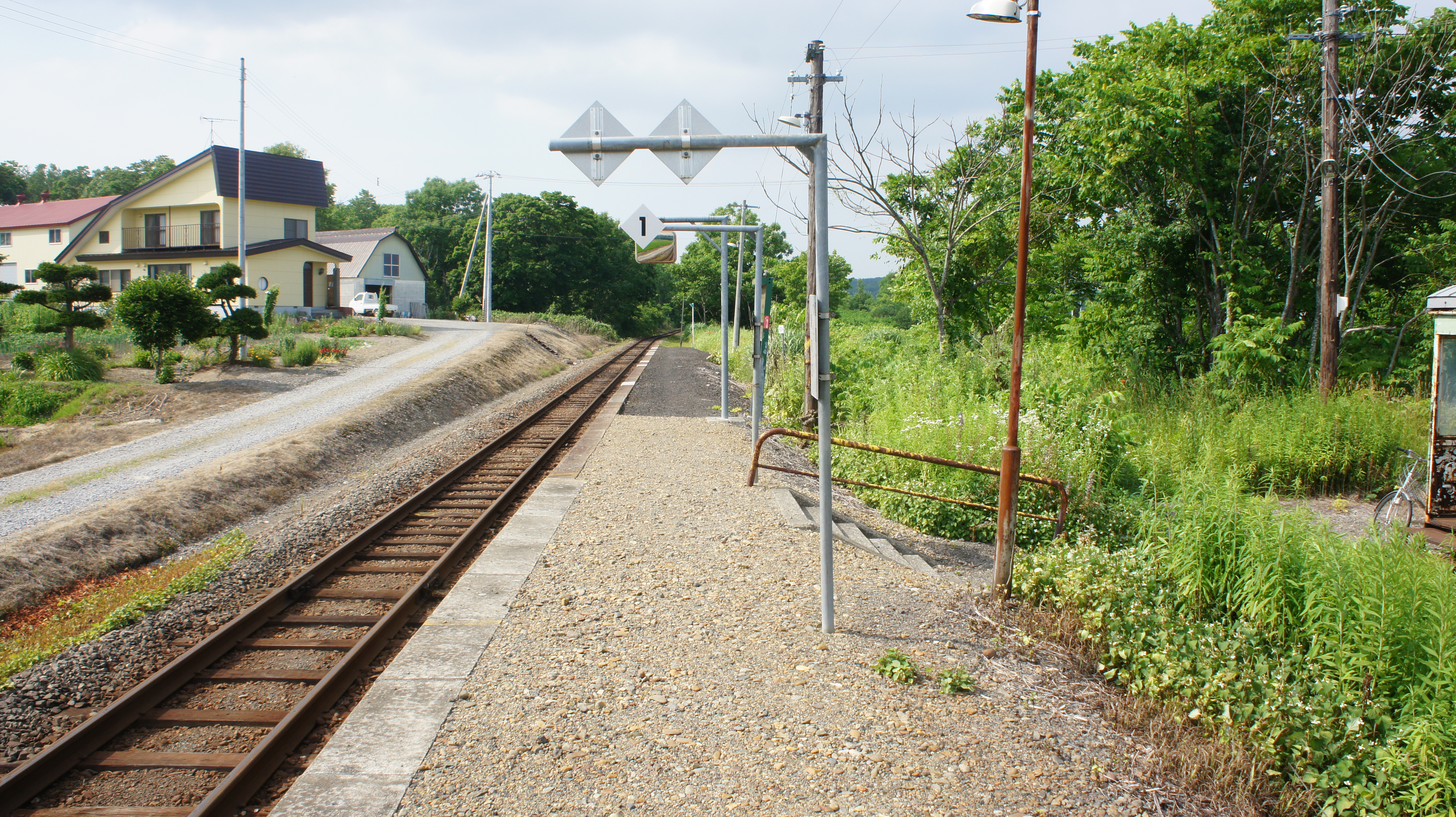
ホーム（2017年7月）
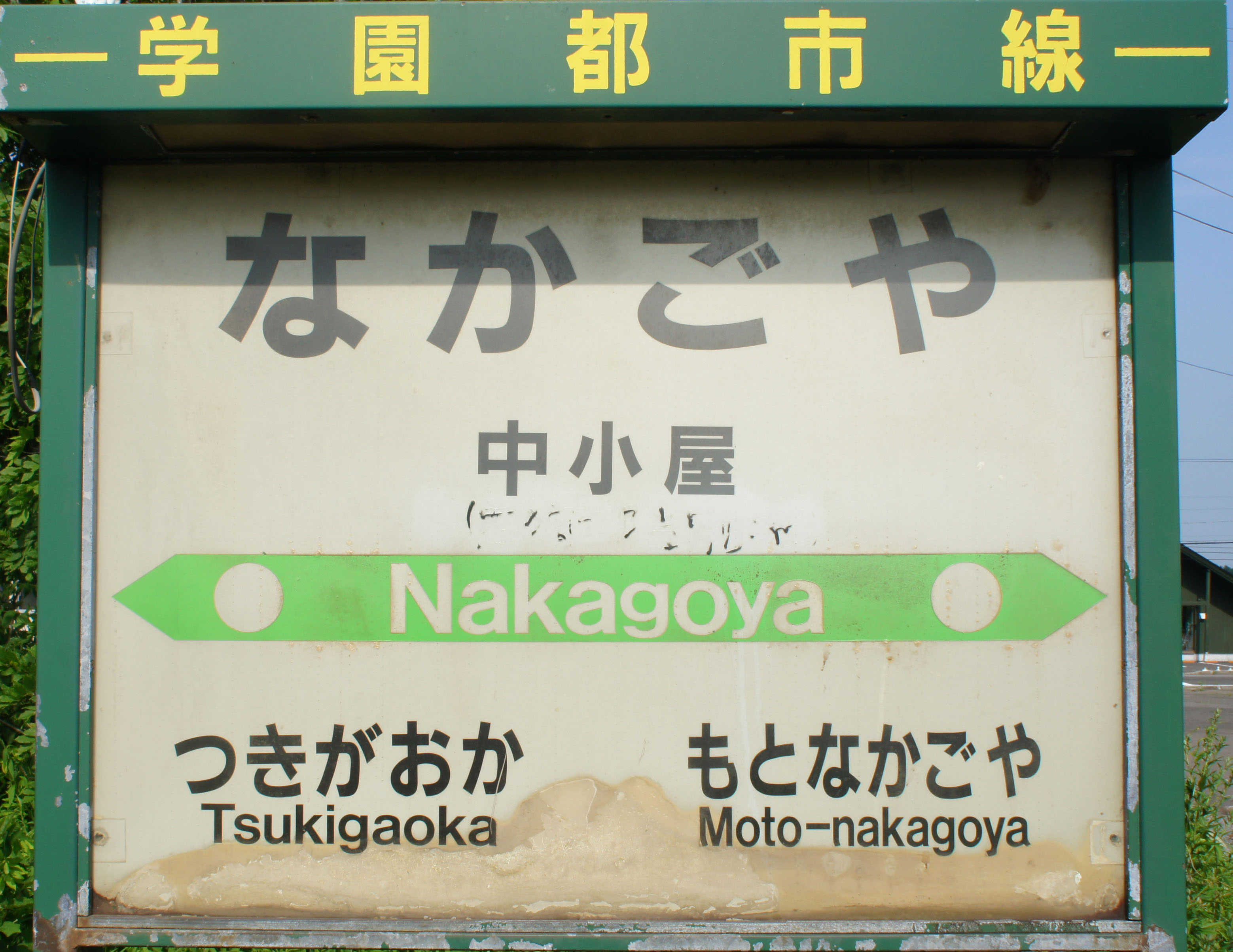
駅名標（2017年7月）

## 利用状況
- 1950年（昭和25年）の1日平均乗車人員は136人[10]。
- 1955年（昭和30年）の1日平均乗車人員は175人[10]。
- 1960年（昭和35年）の1日平均乗車人員は316人[10]。
- 1965年（昭和40年）の1日平均乗車人員は354人[10]。
- 1969年（昭和44年）の1日平均乗車人員は226人[10]。
- 2011 - 2015年（平成23 - 27年）の乗降人員調査（11月の調査日）平均は「10名以下」[報道 5]。
- 2012 - 2016年（平成24 - 28年）の乗車人員（特定の平日の調査日）平均は7.0人[報道 6]。
- 2013 - 2017年（平成25 - 29年）の乗車人員（特定の平日の調査日）平均は6.8人[報道 7]。
- 2014 - 2018年（平成26 - 30年）の乗車人員（特定の平日の調査日）平均は5.8人[報道 8]、乗降人員調査（11月の調査日）平均は「10名以下」[報道 9]。
- 2015 - 2019年（平成27 - 令和元年）の乗車人員（特定の平日の調査日）平均は6.0人[報道 10]。

## 駅周辺
小さな集落が形成され、商店や民家が数軒ある。駅東側は月形町との境界となっている。
- 国道275号
- 北警察署中小屋駐在所
- 中小屋郵便局
- 月ヶ湖

当駅廃止に伴う代替バス（月形当別線）の最寄停留所は「中小屋郵便局前」となる。

## 隣の駅
北海道旅客鉄道（JR北海道）
札沼線（学園都市線）
本中小屋駅 - 中小屋駅 - 月ヶ岡駅

### 報道発表資料
1. 1 2  『札沼線（北海道医療大学・新十津川間）の鉄道事業廃止届の提出について』（PDF）（プレスリリース）北海道旅客鉄道、2018年12月21日。オリジナルの2018年12月24日時点におけるアーカイブ。2018年12月24日閲覧。
2. 1 2  『札沼線（学園都市線）の電化について』（PDF）（プレスリリース）北海道旅客鉄道、2009年9月9日。2009年9月14日閲覧。
3. ↑  『札沼線（学園都市線）の電化開業時期について』（PDF）（プレスリリース）北海道旅客鉄道、2011年10月13日。2011年10月17日閲覧。
4. ↑  『札沼線（北海道医療大学・新十津川間）最終運行について』（PDF）（プレスリリース）北海道旅客鉄道、2020年4月16日。オリジナルの2020年4月16日時点におけるアーカイブ。2020年4月16日閲覧。
5. ↑  “極端にご利用の少ない駅（3月26日現在）” (PDF). 平成28年度事業運営の最重点事項.   北海道旅客鉄道. p. 6 (2016年3月28日). 2017年12月10日閲覧。
6. ↑  「札沼線(北海道医療大学・新十津川間）」（PDF）『線区データ（当社単独では維持することが困難な線区）』、北海道旅客鉄道株式会社、2017年12月8日。2017年12月10日閲覧。
7. ↑  「札沼線(北海道医療大学・新十津川間）」（PDF）『線区データ（当社単独では維持することが困難な線区）（地域交通を持続的に維持するために）』、北海道旅客鉄道株式会社、2018年7月2日。オリジナルの2017年12月31日時点におけるアーカイブ。2018年7月4日閲覧。
8. ↑  “札沼線（北海道医療大学・新十津川間）” (PDF). 線区データ（当社単独では維持することが困難な線区）(地域交通を持続的に維持するために).   北海道旅客鉄道. p. 3 (2019年10月18日). 2019年10月18日時点のオリジナルよりアーカイブ。2019年10月18日閲覧。
9. ↑  “駅別乗車人員” (PDF). 全線区のご利用状況（地域交通を持続的に維持するために）.   北海道旅客鉄道. 2020年1月20日時点のオリジナルよりアーカイブ。2020年1月20日閲覧。
10. ↑  “札沼線（北海道医療大学・新十津川間）” (PDF). 地域交通を持続的に維持するために > 輸送密度200人未満の線区（「赤色」「茶色」5線区）.   北海道旅客鉄道. p. 3 (2020年10月30日). 2020年11月2日時点のオリジナルよりアーカイブ。2020年11月4日閲覧。

### 新聞記事
1. ↑  “札沼線・北海道医療大学―新十津川　20年5月7日に廃止”. 北海道新聞. (2018年12月8日).  オリジナルの2018年12月17日時点におけるアーカイブ。 2018年12月8日閲覧。
2. ↑  “札沼線廃止、21日にも届け出　JR、沿線4町と覚書調印”. 北海道新聞. (2018年12月21日).  オリジナルの2018年12月23日時点におけるアーカイブ。 2018年12月23日閲覧。
3. ↑  “JR札沼線、北海道医療大学－新十津川間が廃止へ　2020年5月、地元と合意”. 毎日新聞. (2018年12月20日).  オリジナルの2018年12月23日時点におけるアーカイブ。 2018年12月23日閲覧。
4. ↑  “札沼線静かに廃止 新十津川-道医療大 駅名標を撤去”. 北海道新聞. (2020年5月7日).  オリジナルの2020年5月14日時点におけるアーカイブ。 2020年5月14日閲覧。